# Ванье, Джоли
Джоли Ванье (англ. Jolie Vanier; род. 14 января 1998, Скотсдейл) — американская актриса театра, кино и телевидения, модель, певица.

## Биография
Джоли Ванье родилась 14 января 1998 года в городе Скоттдэйл, штат Аризона, США. Мать — Джерри Линн, отец — Джей Ванье. У Джоли есть брат Джаред Вик. Ванье играла в постановках Детского театра. В 2005 году выиграла отбор штата Аризона на детский конкурс «National American Miss» и получила титул «Miss Arizona Princess». Училась в школах Лорел Спрингс, американской школе в Швейцарии, христианской академии Скоттдэйл, затем поступила в университет Лойола Мэримаунт. В 2016 году стала членом общества «Дочери американской революции».

## Карьера
В 2009 году она дебютировала в кино. Получила известность благодаря роли в фильме «Камень желаний» и нескольким короткометражным фильмам. Играла в постановках театров «Palmer Cultural Center» и «Hudson Theatre».
В 2012 году снялась в клипе на собственную песню «Seal It with a Kiss», затем записала песни «Willing to Die» и «The New Me». В 2015-2016 годах снялась в 2 эпизодах сериала «От заката до рассвета».

## Фильмография

### Актриса
| Год       |     | Русское название                 | Оригинальное название           | Роль                                                |
| --------- | --- | -------------------------------- | ------------------------------- | --------------------------------------------------- |
| 2009      | кор | Странная маленькая девочка       | Strange Little Girl             | Лора                                                |
| 2009      | ф   | Камень желаний                   | Shorts                          | Хельветика Блэк                                     |
| 2011      | кор | Лекарство                        | Remedy                          | Стэйси                                              |
| 2011      | кор | Не ребёнок                       | Ghild                           | Джен Галливан                                       |
| 2012      | кор | Здравствуйте, меня зовут Эбигейл | Hello, My Name Is Abigail       | Эбигейл                                             |
| 2013      | с   | Подростки хотят знать            | Teens Wanna Know                | гость                                               |
| 2015—2016 | с   | От заката до рассвета            | From Dusk Till Dawn: The Series | девушка-бохо / Калинда                              |
| 2015      | кор | Непонимание                      | Miscommunication                | девушка                                             |
| 2016      | с   | Астрид Кловер                    | Astrid Clover                   | девушка с перцовым балончиком / прохожая в парке №2 |
| 2017      | тф  | Фокс Дэвид                       | Foxxx David                     | Грета                                               |
| 2017      | ф   | Преследование Грейс              | Chasing Grace                   | взрослая Грейс                                      |

### Видеоклипы
- 2012 — Seal It with a Kiss

## Награды и номинации
| Год  | Награда                                                           | Категория                                                  | Работа                                                        | Результат |
| ---- | ----------------------------------------------------------------- | ---------------------------------------------------------- | ------------------------------------------------------------- | --------- |
| 2010 | Молодой актёр                                                     | Best Performance in a Feature Film — Young Ensemble Cast   | Камень желаний                                                | Победа    |
| 2010 | Молодой актёр                                                     | Best Performance in a Feature Film — Leading Young Actress | Камень желаний                                                | Номинация |
| 2010 | Молодой актёр                                                     | Best Performance in a Short Film — Young Actress           | Странная маленькая девочка                                    | Номинация |
| 2011 | Молодой актёр                                                     | Best Performance in Live Theater — Young Actress           | Подарки пятидесятых («Palmer Cultural Center», Швейцария)     | Номинация |
| 2012 | Молодой актёр                                                     | Best Performance in Live Theater — Young Actress           | Однажды на этом острове («Palmer Cultural Center», Швейцария) | Номинация |
| 2012 | International Family Film Festival — Youth Fest Short Screenplays | Ages 8–13 — Best Comedy                                    | Puwaii                                                        | Номинация |
| 2013 | International Family Film Festival — Youth Fest Short Screenplays | Ages 14–18                                                 | Puwaii Adventures — Brazil                                    | Номинация |
| 2013 | Молодой актёр                                                     | Best Performance in Live Theater — Young Actress           | Чарли и шоколадная фабрика («Hudson Theatre», США)            | Номинация |
| 2013 | Молодой актёр                                                     | Best Performance in a Short Film — Young Actress           | Здравствуйте, меня зовут Эбигейл                              | Победа    |
| 2014 | Молодой актёр                                                     | Best Performance in Live Theater — Young Actress           | Задержание («Palmer Cultural Center», Швейцария)              | Победа    |
| 2015 | Young Entertainer Awards                                          | Best Young Actress 16 to 21 — Short Film                   | Непонимание                                                   | Номинация |
| 2016 | Молодой актёр                                                     | Best Performance in a Short Film — Young Actress (14-21)   | Непонимание                                                   | Номинация |